# Acalypha akoensis
Acalypha akoensis é uma espécie de flor do gênero Acalypha, pertencente à família Euphorbiaceae.